# Olympique de Marseille - Paris Saint-Germain en football
 (juillet 2022).
Si vous disposez d'ouvrages ou d'articles de référence ou si vous connaissez des sites web de qualité traitant du thème abordé ici, merci de compléter l'article en donnant les références utiles à sa vérifiabilité et en les liant à la section « Notes et références ».
 (juillet 2022).
- Si vous ne connaissez pas le sujet, laissez ce bandeau (vous pouvez alors contacter les auteurs).
- Si vous supprimez le contenu mis en cause (vous pouvez préalablement contacter les auteurs),

argumentez précisément cette suppression dans la page de discussion
(un manque de référence n'est pas un argument ; une recherche réelle de référence doit avoir été effectuée, être formellement documentée).
Pour les articles homonymes, voir Classico.
Olympique de Marseille – Paris Saint-Germain en football désigne la rivalité sportive entre l'Olympique de Marseille et le Paris Saint-Germain, deux clubs de football français. Elle est considérée comme l'une des rivalités emblématiques du football français de ces trois dernières décennies.
A la fin des années 2000, le diffuseur Canal+ a cherché à imposer le nom de Classico, sur le modèle du Clásico espagnol entre le Real Madrid et le FC Barcelone, tandis que le journal L'Équipe lui a préféré en réponse la version francisée de Classique. Cette dernière dénomination tend à s'imposer dans les médias depuis le début des années 2020, où elle est désormais largement reprise, y compris dans la plupart des journaux étrangers (comme Marca ou le Daily Mirror).
La rivalité n'est à l'origine ni géographique ni sportive et a été montée de toutes pièces au début des années 1990 par les dirigeants des deux clubs, dans un contexte où ces équipes des deux plus grandes villes de France sont sur le devant de la scène nationale et européenne. L'Olympique de Marseille a régulièrement rencontré des clubs parisiens au cours de son histoire comme le CA Paris, le RC Paris ou le Red Star, sans qu'une quelconque rivalité ne naisse. À la suite de l'apparition du Paris Saint-Germain FC en 1970, le premier match officiel entre les deux clubs a lieu lors de la saison 1971-1972. Les deux clubs ne se sont que rarement disputés le titre de champion de France, montrant le caractère artificiel de cette rivalité.
Toutefois, la rencontre, systématiquement diffusée à la télévision comme affiche de la journée et largement commentée dans les médias, a fini par s'imposer comme une rencontre majeure du championnat de France et la rivalité à s'ancrer dans la culture populaire.
Le bilan de victoires est à l'avantage de la formation parisienne grâce à l'enchaînement de succès depuis les années 2010.
Les deux clubs ont remporté la Ligue des champions (l'OM en 1993 et le PSG en 2025).

## Histoire

### Origine de la rivalité

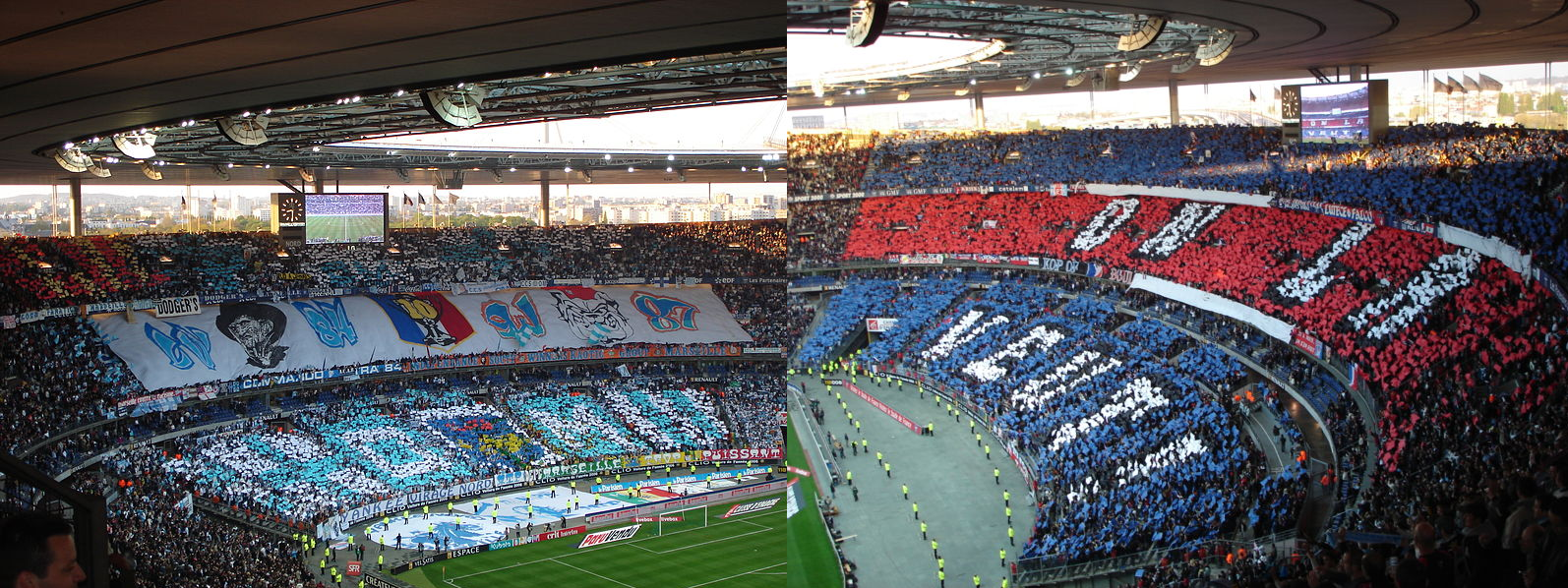
Finale de la Coupe de France 2005-2006

La rivalité sportive entre les deux clubs a été volontairement montée de toutes pièces par les dirigeants du Paris Saint-Germain et de l’Olympique de Marseille. Il y a cependant un antagonisme entre la capitale et la deuxième ville de France. Paris et Marseille se confrontent pour des raisons géographiques, culturelles et sociologiques. Une affiche OM/PSG, c’est le Sud, contre le Nord, la province contre la capitale, « Marseille, ville de pêcheurs contre Paris, ville lumière ».
Jusqu’à la fin des années 1980, les chocs du championnat ou de Coupe de France entre le PSG et l’OM se déroulent comme des matchs quelconques. Les véritables rivaux de Marseille sont l'AS Saint-Étienne dans les années 1970, Bordeaux dans les années 1980 ou encore l'OGC Nice et le Nîmes Olympique avec lesquels ils se disputent la suprématie régionale. Le 19 février 1975 se dispute à Colombes un match amical entre l'équipe brésilienne de Botafogo FR et une sélection des meilleurs joueurs de l'OM et du Paris Saint-Germain, revêtus pour l'occasion du maillot du Racing, en hommage à Georges Magendie, joueur de la section rugby à XV du Racing Club de France récemment décédé. En 1986, signe d’entente entre les deux clubs, Gérard Houllier entraîneur du PSG est invité et reçu par le journal le Provençal en tant que rédacteur en chef exceptionnel du supplément sportif hebdomadaire.
À la suite de la perte d'influence de Bordeaux sur le football français, Bernard Tapie, président de l'OM de 1986 à 1993, recherche un autre rival pour pimenter le championnat et avoir un adversaire de premier ordre. Il avoue qu'il entretient cette rivalité afin de motiver son équipe en tête du championnat, notamment lors de la course au titre en 1989. Pour le match décisif au Vélodrome le 5 mai 1989, les supporters parisiens sont interdits de déplacement.
Quand Canal+ prend le contrôle du club parisien en 1991, la chaîne joue sur deux tableaux : apaisement des relations entre dirigeants, mais exploitation commerciale de cette rivalité en faisant de ces matchs de grands rendez-vous sportifs pour tout le football français à la place de l'opposition OM-Bordeaux, qui domine la scène sportive dans les années 1980.
Dans les années 1990 l'OM et le PSG font partie des grands clubs du championnat français, mais sont aussi les deux seuls clubs de l'histoire de la France à remporter un trophée majeur sur la scène européenne (la Ligue des champions pour Marseille en 1993 et la Coupe d'Europe des vainqueurs de coupe pour Paris en 1996).
Le titre de champion de France de football se joue entre les deux clubs en 1993 (titre non attribué), 1994 et 2013 (remportés par le PSG).

### Années 2000
La rivalité existe dans les années 2000 ; la passion sur le terrain est beaucoup plus modérée mais l'animosité entre fans est à son paroxysme. À chaque rendez-vous, d'importantes mesures de sécurité sont prises pour empêcher au maximum des affrontements entre les supporters marseillais et parisiens,.
Au fil du temps, cette rivalité gagne aussi une réputation au niveau international, souvent décrite comme la plus grande rivalité footballistique en France,,,,, voire une des plus connues parmi l'ensemble des grandes rivalités entre clubs,,,, et ce malgré le fait qu'elle soit assez récente et avant tout initiée par les dirigeants des deux clubs,.

### Années 2010

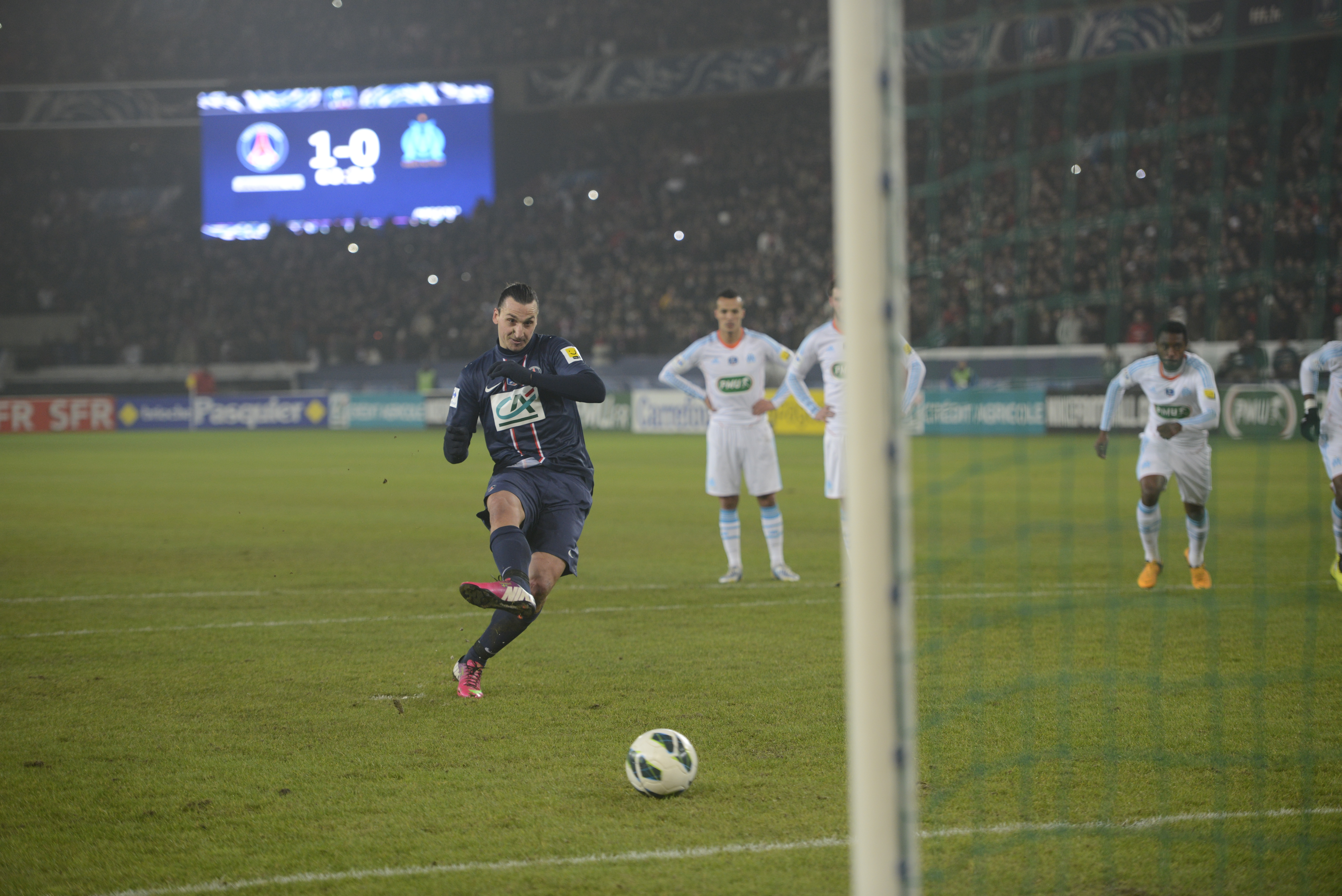
Zlatan Ibrahimovic marque le penalty du 2-0 lors du classique français, PSG-OM, le 27 février 2013 lors du 8e de finale de Coupe de France au Parc des Princes à Paris.

Le club marseillais étant au pic de sa forme en 2010, avec son doublé championnat et Coupe de la ligue, et la rivalité est ainsi très forte entre les deux clubs, mais surtout entre les supporteurs. La mort d'un supporter parisien, le 28 février 2010, à l'issue d'un affrontement entre supporters du PSG, alors que les fans marseillais étaient interdits de déplacement au Parc des Princes, a notamment pour conséquence de grandement restreindre l'activité des groupes de supporters parisiens.
Pour autant, plus que la baisse de la rivalité entre les groupes de supporteurs, toujours présente à la fin de la décennie, c'est surtout la mutation progressive du PSG, après le rachat par les fonds qataris, et sa domination dans le championnat de France qui diminuera grandement l'attrait sportif de ces rencontres, du moins pour les joueurs. L'Olympique de Marseille n'a en effet plus battu le PSG du 27 novembre 2011 au 13 septembre 2020.

### Années 2020
Le 22 mars 2020, l'OM et PSG auraient dû s'affronter au stade Vélodrome dans le cadre de la 31e journée de Ligue 1 2019-2020. Dans un premier temps, après avoir reporté le match au raison de la pandémie de Covid-19, la Ligue de football professionnel (LFP) décide de l'arrêt définitif du championnat le 30 avril 2020. À cette date, le Paris Saint-Germain et l'Olympique de Marseille étant respectivement premier et deuxième au classement, sont désignés champion et vice-champion de France.
Le 1re rencontre des années 2020, voit l'OM s'imposer 1-0 au parc des Princes grâce à un but de Florian Thauvin, lors de la 3e journée de Ligue 1 le 13 septembre 2020. Au cours d'un match particulièrement tendu, l'arbitre Jérôme Brisard distribue 19 cartons, un record pour un match de championnat depuis le XXIe siècle. Ont été avertis d'un carton jaune, six Parisiens et huit Marseillais. Durant le temps additionnel, à la suite d'une bagarre générale, l'arbitre expulse trois joueurs du club de la capitale et deux joueurs de la cité phocéenne,. Côté sportif, l'OM n'avait plus battu le PSG depuis novembre 2011 (15e journée de la saison 2011-2012 ; 3-0) et ne s'était plus imposé au parc des Princes depuis février 2010 (26e journée de la saison 2009-2010 ; 0-3).
Le 24 octobre 2021, le match de ligue 1 se déroule au Vélodrome, l'ambiance est très tendue du côté des supporters marseillais qui sont déjà menacés de lourdes sanctions par la LFP. Du côté parisien, le joueur Lionel Messi découvre le Vélodrome accompagné de ses coéquipiers. Les stadiers sont obligés de se munir d'un grand filet et de boucliers pour les coups francs parisiens du fait des nombreux jets de projectiles des spectateurs. Le match se conclut alors par un nul, 0-0.
Le 8 février 2023, à l'occasion des huitièmes de finale de la Coupe de France, l'Olympique de Marseille s'impose 2 buts à 1 face au PSG. Marseille ne s'était plus imposé au Vélodrome face à Paris depuis 2011. Il s'agit également de la première victoire marseillaise dans le classique depuis 2020.

## Historique des confrontations
| #   | Saison    | Date              | Compétition                            | Lieu                   | Rés.                        | Buteur(s) PSG                                                       | Buteur(s) OM                                                   | Affluence            | Réf.   |
| --- | --------- | ----------------- | -------------------------------------- | ---------------------- | --------------------------- | ------------------------------------------------------------------- | -------------------------------------------------------------- | -------------------- | ------ |
| 1   | 1971-1972 | 12 décembre 1971  | Division 1 (18e journée)               | Stade Vélodrome        | OM 4 - 2 PSG                | Bonnel 44e (csc) · Prost 73e                                        | Bosquier 12e · Skoblar 18e 83e · Couécou 49e                   | 18798                | 1      |
| 2   | 1971-1972 | 17 mai 1972       | Division 1 (36e journée)               | Stade de Paris         | PSG 1 - 2 OM                | Bras 60e                                                            | Kula 2e · Novi 23e                                             | 14140                | 2      |
| 3   | 1974-1975 | 5 octobre 1974    | Division 1 (11e journée)               | Stade Vélodrome        | OM 4 - 2 PSG                | Dahleb 11e · Dogliani 48e                                           | Skoblar 12e 39e · Eo 23e · Emon 48e                            | 14117                | 3      |
| 4   | 1974-1975 | 12 mars 1975      | Division 1 (29e journée)               | Parc des Princes       | PSG 1 - 1 OM                | Dahleb 71e                                                          | Jairzinho 90e                                                  | 42247                | 4      |
| 5   | 1974-1975 | 9 mai 1975        | Coupe de France (1/4 de finale aller)  | Stade Vélodrome        | OM 2 - 2 PSG                | M'Pelé 60e (pen.) 70e                                               | Bereta 54e · Jairzinho 56e                                     | 26595                | 5      |
| 6   | 1974-1975 | 13 mai 1975       | Coupe de France (1/4 de finale retour) | Parc des Princes       | PSG 2 - 0 OM                | Floch 24e · Laposte 86e                                             | —                                                              | 46475                | 6      |
| 7   | 1975-1976 | 20 septembre 1975 | Division 1 (7e journée)                | Parc des Princes       | PSG 2 - 3 OM                | Dogliani 29e · Floch 88e                                            | Bracci 37e · Emon 70e · Yazalde 72e                            | 40000                | 7      |
| 8   | 1975-1976 | 22 février 1976   | Division 1 (25e journée)               | Stade Vélodrome        | OM 2 - 1 PSG                | Floch 80e                                                           | Florès 66e 79e                                                 | 16368                | 8      |
| 9   | 1976-1977 | 24 novembre 1976  | Division 1 (12e journée)               | Stade Vélodrome        | OM 2 - 1 PSG                | Baulier 15e (csc)                                                   | Bracci 32e · Zlatarić 89e                                      | 13024                | 9      |
| 10  | 1976-1977 | 16 avril 1977     | Division 1 (30e journée)               | Parc des Princes       | PSG 1 - 1 OM                | Tokoto 62e                                                          | Florès 23e                                                     | 17000                | 10     |
| 11  | 1977-1978 | 30 août 1977      | Division 1 (5e journée)                | Stade Vélodrome        | OM 2 - 1 PSG                | C. Bianchi 89e (pen.)                                               | Berdoll 35e · Florès 67e                                       | 24303                | 11     |
| 12  | 1977-1978 | 8 janvier 1978    | Division 1 (23e journée)               | Parc des Princes       | PSG 5 - 1 OM                | Brisson 29e · Dahleb 44e · Trésor 46e (csc) · M'Pelé 49e (pen.) 82e | Boubacar 12e (pen.)                                            | 33386                | 12     |
| 13  | 1978-1979 | 30 septembre 1978 | Division 1 (13e journée)               | Stade Vélodrome        | OM 4 - 1 PSG                | C. Bianchi 83e                                                      | Linderoth 21e · Boubacar 46e · Buigues 56e · Florès 86e (pen.) | 9295                 | 13     |
| 14  | 1978-1979 | 7 avril 1979      | Division 1 (31e journée)               | Parc des Princes       | PSG 4 - 3 OM                | Bureau 5e · Dahleb 55e · A. Bianchi 57e (pen.) · C. Bianchi 86e     | Berdoll 2e 77e · Buigues 73e                                   | 13707                | 14     |
| 15  | 1979-1980 | 3 août 1979       | Division 1 (2e journée)                | Parc des Princes       | PSG 2 - 1 OM                | Abel Braga 54e · Bathenay 70e                                       | Six 11e                                                        | 45000                | 15     |
| 16  | 1979-1980 | 8 décembre 1979   | Division 1 (20e journée)               | Stade Vélodrome        | OM 0 - 2 PSG                | Boubacar 46e · Beltramini 88e                                       | —                                                              | 5556                 | 16     |
| 17  | 1981-1982 | 30 mars 1982      | Coupe de France (1/8 de finale aller)  | Stade Vélodrome        | OM 0 - 1 PSG                | Fernandez 78e                                                       | —                                                              | 35095                | 17     |
| 18  | 1981-1982 | 6 avril 1982      | Coupe de France (1/8 de finale retour) | Parc des Princes       | PSG 3 - 1 OM                | Rocheteau 5e 70e · N'Gom 15e                                        | Santos 89e                                                     | 18108                | 18     |
| 19  | 1984-1985 | 7 septembre 1984  | Division 1 (6e journée)                | Parc des Princes       | PSG 2 - 1 OM                | Bathenay 40e · N'Jo Léa 49e                                         | Zénier 50e                                                     | 21820                | 19     |
| 20  | 1984-1985 | 2 février 1985    | Division 1 (24e journée)               | Stade Vélodrome        | OM 3 - 1 PSG                | Toko 46e                                                            | Flak 25e · Ling 54e 61e                                        | 19878                | 20     |
| 21  | 1985-1986 | 9 août 1985       | Division 1 (6e journée)                | Parc des Princes       | PSG 2 - 0 OM                | Fernandez 1re · Jacques 22e                                         | —                                                              | 32460                | 21     |
| 22  | 1985-1986 | 15 décembre 1985  | Division 1 (24e journée)               | Stade Vélodrome        | OM 0 - 0 PSG                | —                                                                   | —                                                              | 37958                | 22     |
| 23  | 1986-1987 | 28 novembre 1986  | Division 1 (19e journée)               | Stade Vélodrome        | OM 4 - 0 PSG                | —                                                                   | Laurey 11e · Cubaynes 38e 70e · Papin 79e                      | 38209                | 23     |
| 24  | 1986-1987 | 29 mai 1987       | Division 1 (37e journée)               | Parc des Princes       | PSG 2 - 0 OM                | Sène 82e · Sušić 90e                                                | —                                                              | 35000                | 24     |
| 25  | 1987-1988 | 8 novembre 1987   | Division 1 (18e journée)               | Parc des Princes       | PSG 1 - 1 OM                | Simba 45e                                                           | Sène 17e (csc)                                                 | 21250                | 25     |
| 26  | 1987-1988 | 21 mai 1988       | Division 1 (36e journée)               | Stade Vélodrome        | OM 1 - 2 PSG                | Sušić 23e · Calderón 86e                                            | Papin 28e                                                      | 21084                | 26     |
| 27  | 1988-1989 | 29 octobre 1988   | Division 1 (17e journée)               | Parc des Princes       | PSG 0 - 0 OM                | —                                                                   | —                                                              | 33256                | 27     |
| 28  | 1988-1989 | 5 mai 1989        | Division 1 (35e journée)               | Stade Vélodrome        | OM 1 - 0 PSG                | —                                                                   | Sauzée 90e                                                     | 35572                | 28     |
| 29  | 1989-1990 | 28 octobre 1989   | Division 1 (16e journée)               | Stade Vélodrome        | OM 2 - 1 PSG                | Vujović 76e                                                         | Waddle 35e · Francescoli 88e                                   | 25987                | 29     |
| 30  | 1989-1990 | 21 avril 1990     | Division 1 (34e journée)               | Parc des Princes       | PSG 2 - 1 OM                | Calderón 43e (pen.) · Vujović 83e                                   | Sauzée 16e                                                     | 46045                | 30     |
| 31  | 1990-1991 | 8 septembre 1990  | Division 1 (8e journée)                | Stade Vélodrome        | OM 2 - 1 PSG                | Mozer 16e (csc)                                                     | Waddle 11e · Cantona 18e                                       | 31626                | 31     |
| 32  | 1990-1991 | 8 février 1991    | Division 1 (26e journée)               | Parc des Princes       | PSG 0 - 1 OM                | —                                                                   | Boli 71e                                                       | 38766                | 32     |
| 33  | 1990-1991 | 28 avril 1991     | Coupe de France (1/8 de finale)        | Parc des Princes       | PSG 0 - 2 OM                | —                                                                   | Fournier 45e · Papin 54e (pen.)                                | 38000                | 33     |
| 34  | 1991-1992 | 10 août 1991      | Division 1 (5e journée)                | Stade Vélodrome        | OM 0 - 0 PSG                | —                                                                   | —                                                              | 35000                | 34     |
| 35  | 1991-1992 | 18 décembre 1991  | Division 1 (23e journée)               | Parc des Princes       | PSG 0 - 0 OM                | —                                                                   | —                                                              | 45000                | 35     |
| 36  | 1992-1993 | 20 décembre 1992  | Division 1 (19e journée)               | Parc des Princes       | PSG 0 - 1 OM                | —                                                                   | Bokšić 21e                                                     | 42509                | 36     |
| 37  | 1992-1993 | 29 mai 1993       | Division 1 (37e journée)               | Stade Vélodrome        | OM 3 - 1 PSG                | Guérin 8e                                                           | Völler 16e · Boli 36e · Bokšić 76e                             | 37178                | 37     |
| 38  | 1993-1994 | 14 août 1993      | Division 1 (5e journée)                | Stade Vélodrome        | OM 1 - 0 PSG                | —                                                                   | Bokšić 87e                                                     | 35000                | 38     |
| 39  | 1993-1994 | 15 janvier 1994   | Division 1 (23e journée)               | Parc des Princes       | PSG 1 - 1 OM                | Guérin 11e                                                          | Völler 14e                                                     | 48000                | 39     |
| 40  | 1994-1995 | 11 avril 1995     | Coupe de France (1/2 finale)           | Parc des Princes       | PSG 2 - 0 OM                | Ricardo 4e · Weah 33e                                               | —                                                              | 43211                | 40     |
| 41  | 1996-1997 | 23 novembre 1996  | Division 1 (19e journée)               | Parc des Princes       | PSG 0 - 0 OM                | —                                                                   | —                                                              | 44804                | 41     |
| 42  | 1996-1997 | 17 mai 1997       | Division 1 (37e journée)               | Stade Vélodrome        | OM 1 - 0 PSG                | —                                                                   | Roy 39e (pen.)                                                 | 24200                | 42     |
| 43  | 1997-1998 | 8 novembre 1997   | Division 1 (15e journée)               | Parc des Princes       | PSG 1 - 2 OM                | J. Leroy 33e                                                        | Gravelaine 14e · Blanc 65e (pen.)                              | 43307                | 43     |
| 44  | 1997-1998 | 7 avril 1998      | Division 1 (31e journée)               | Stade Vélodrome        | OM 0 - 0 PSG                | —                                                                   | —                                                              | 56470                | 44     |
| 45  | 1998-1999 | 28 novembre 1998  | Division 1 (16e journée)               | Stade Vélodrome        | OM 0 - 0 PSG                | —                                                                   | —                                                              | 56346                | 45     |
| 46  | 1998-1999 | 5 mai 1999        | Division 1 (32e journée)               | Parc des Princes       | PSG 2 - 1 OM                | Simone 84e · B. Rodriguez 88e                                       | Maurice 21e                                                    | 44939                | 46     |
| 47  | 1999-2000 | 12 octobre 1999   | Division 1 (10e journée)               | Parc des Princes       | PSG 0 - 2 OM                | —                                                                   | Ravanelli 73e · Maurice 82e                                    | 44784                | 47     |
| 48  | 1999-2000 | 15 février 2000   | Division 1 (26e journée)               | Stade Vélodrome        | OM 4 - 1 PSG                | Christian 7e                                                        | Pérez 24e · Pouget 59e · Abardonado 67e · Maurice 78e          | 54876                | 48     |
| 49  | 2000-2001 | 13 octobre 2000   | Division 1 (11e journée)               | Parc des Princes       | PSG 2 - 0 OM                | Robert 62e · Christian 90e                                          | —                                                              | 44084                | 49     |
| 50  | 2000-2001 | 18 février 2001   | Division 1 (27e journée)               | Stade Vélodrome        | OM 1 - 0 PSG                | —                                                                   | Bakayoko 74e                                                   | 56315                | 50     |
| 51  | 2001-2002 | 29 novembre 2001  | Division 1 (16e journée)               | Parc des Princes       | PSG 0 - 0 OM                | —                                                                   | —                                                              | 42178                | 51     |
| 52  | 2001-2002 | 10 février 2002   | Coupe de France (1/8 de finale)        | Parc des Princes       | PSG 1 - 1 OM (7 - 6 t.a.b.) | Heinze 87e                                                          | Van Buyten 67e                                                 | 33790                | 52     |
| 53  | 2001-2002 | 12 avril 2002     | Division 1 (32e journée)               | Stade Vélodrome        | OM 1 - 0 PSG                | —                                                                   | Van Buyten 64e                                                 | 55797                | 53     |
| 54  | 2002-2003 | 26 octobre 2002   | Ligue 1 (12e journée)                  | Parc des Princes       | PSG 3 - 0 OM                | Ronaldinho 15e 37e (pen.) · Cardetti 81e                            | —                                                              | 41949                | 54     |
| 55  | 2002-2003 | 25 janvier 2003   | Coupe de France (1/16 de finale)       | Parc des Princes       | PSG 2 - 1 OM                | Pochettino 14e · Fiorèse 102e                                       | Van Buyten 62e                                                 | 38150                | 55     |
| 56  | 2002-2003 | 9 mars 2003       | Ligue 1 (30e journée)                  | Stade Vélodrome        | OM 0 - 3 PSG                | J. Leroy 27e 84e · Ronaldinho 56e                                   | —                                                              | 55982                | 56     |
| 57  | 2003-2004 | 30 novembre 2003  | Ligue 1 (15e journée)                  | Stade Vélodrome        | OM 0 - 1 PSG                | Fiorèse 87e                                                         | —                                                              | 55493                | 57     |
| 58  | 2003-2004 | 24 janvier 2004   | Coupe de France (1/16 de finale)       | Stade Vélodrome        | OM 1 - 2 PSG                | Pauleta 10e · Sorín 103e                                            | Drogba 35e                                                     | 53000                | 58     |
| 59  | 2003-2004 | 25 avril 2004     | Ligue 1 (33e journée)                  | Parc des Princes       | PSG 2 - 1 OM                | Pauleta 12e 61e                                                     | Battles 88e                                                    | 41978                | 59     |
| 60  | 2004-2005 | 6 novembre 2004   | Ligue 1 (13e journée)                  | Parc des Princes       | PSG 2 - 1 OM                | Pauleta 32e · É. Cissé 69e                                          | Battles 41e                                                    | 43131                | 60     |
| 61  | 2004-2005 | 10 novembre 2004  | Coupe de la Ligue (1/16 de finale)     | Stade Vélodrome        | OM 2 - 3 PSG                | Bošković 45e 53e · Mendy 89e                                        | Pedretti 38e · Bamogo 41e (pen.)                               | 54281                | 61     |
| 62  | 2004-2005 | 2 avril 2005      | Ligue 1 (31e journée)                  | Stade Vélodrome        | OM 1 - 1 PSG                | Nakata 46e (csc)                                                    | Battles 74e                                                    | 56087                | 62     |
| 63  | 2005-2006 | 16 octobre 2005   | Ligue 1 (11e journée)                  | Stade Vélodrome        | OM 1 - 0 PSG                | —                                                                   | Cana 78e                                                       | 54260                | 63     |
| 64  | 2005-2006 | 5 mars 2006       | Ligue 1 (29e journée)                  | Parc des Princes       | PSG 0 - 0 OM                | —                                                                   | —                                                              | 43906                | 64     |
| 65  | 2005-2006 | 29 avril 2006     | Coupe de France (Finale)               | Stade de France        | OM 1 - 2 PSG                | Kalou 5e · Dhorasoo 49e                                             | Maoulida 67e                                                   | 79061                | 65     |
| 66  | 2006-2007 | 10 septembre 2006 | Ligue 1 (5e journée)                   | Parc des Princes       | PSG 1 - 3 OM                | Pauleta 22e (pen.)                                                  | Niang 7e (pen.) · Nasri 67e · Pagis 88e                        | 44431                | 66     |
| 67  | 2006-2007 | 4 février 2007    | Ligue 1 (23e journée)                  | Stade Vélodrome        | OM 1 - 1 PSG                | Pauleta 74e                                                         | D. Cissé 68e                                                   | 56592                | 67     |
| 68  | 2007-2008 | 2 septembre 2007  | Ligue 1 (7e journée)                   | Parc des Princes       | PSG 1 - 1 OM                | Luyindula 20e                                                       | D. Cissé 10e                                                   | 43419                | 68     |
| 69  | 2007-2008 | 17 février 2008   | Ligue 1 (25e journée)                  | Stade Vélodrome        | OM 2 - 1 PSG                | Rothen 29e (pen.)                                                   | Taiwo 36e · Niang 45e                                          | 56106                | 69     |
| 70  | 2008-2009 | 26 octobre 2008   | Ligue 1 (10e journée)                  | Stade Vélodrome        | OM 2 - 4 PSG                | Hoarau 10e 83e · Luyindula 53e · Rothen 77e                         | Niang 21e · Valbuena 45e                                       | 56426                | 70     |
| 71  | 2008-2009 | 15 mars 2009      | Ligue 1 (28e journée)                  | Parc des Princes       | PSG 1 - 3 OM                | Giuly 43e                                                           | Zenden 24e · Koné 55e · Cana 61e                               | 45774                | 71     |
| 72  | 2009-2010 | 20 novembre 2009  | Ligue 1 (10e journée)                  | Stade Vélodrome        | OM 1 - 0 PSG                | —                                                                   | Heinze 25e                                                     | 55623                | 72     |
| 73  | 2009-2010 | 28 février 2010   | Ligue 1 (26e journée)                  | Parc des Princes       | PSG 0 - 3 OM                | —                                                                   | Ben Arfa 15e · Lucho 54e · B. Cheyrou 71e                      | 43813                | 73     |
| 74  | 2009-2010 | 28 juillet 2010   | Trophée des champions                  | Stade du 7 novembre    | OM 0 - 0 PSG (5 - 4 t.a.b.) | —                                                                   | —                                                              | 57000                | 74     |
| 75  | 2010-2011 | 7 novembre 2010   | Ligue 1 (12e journée)                  | Parc des Princes       | PSG 2 - 1 OM                | Erding 9e · Hoarau 19e                                              | Lucho 23e                                                      | 40234                | 75     |
| 76  | 2010-2011 | 20 mars 2011      | Ligue 1 (28e journée)                  | Stade Vélodrome        | OM 2 - 1 PSG                | Chantôme 27e                                                        | Heinze 16e · A. Ayew 35e                                       | 52792                | 76     |
| 77  | 2011-2012 | 27 novembre 2011  | Ligue 1 (15e journée)                  | Stade Vélodrome        | OM 3 - 0 PSG                | —                                                                   | Rémy 9e · Amalfitano 65e · A. Ayew 84e                         | 41512                | 77     |
| 78  | 2011-2012 | 8 avril 2012      | Ligue 1 (31e journée)                  | Parc des Princes       | PSG 2 - 1 OM                | Ménez 6e · Alex 61e                                                 | A. Ayew 59e                                                    | 46252                | 78     |
| 79  | 2012-2013 | 7 octobre 2012    | Ligue 1 (8e journée)                   | Stade Vélodrome        | OM 2 - 2 PSG                | Ibrahimović 23e 25e                                                 | Gignac 17e 32e                                                 | 40748                | 79     |
| 80  | 2012-2013 | 30 octobre 2012   | Coupe de la Ligue (1/8 de finale)      | Parc des Princes       | PSG 2 - 0 OM                | Thiago Silva 29e (pen.) · Ménez 50e                                 | —                                                              | 43753                | 80     |
| 81  | 2012-2013 | 24 février 2013   | Ligue 1 (26e journée)                  | Parc des Princes       | PSG 2 - 0 OM                | Nkoulou 11e (csc) · Ibrahimović 90+1e                               | —                                                              | 44984                | 81     |
| 82  | 2012-2013 | 27 février 2013   | Coupe de France (1/8 de finale)        | Parc des Princes       | PSG 2 - 0 OM                | Ibrahimović 34e 64e (pen.)                                          | —                                                              | 42000                | 82     |
| 83  | 2013-2014 | 6 octobre 2013    | Ligue 1 (9e journée)                   | Stade Vélodrome        | OM 1 - 2 PSG                | Maxwell 45e · Ibrahimović 66e (pen.)                                | A. Ayew 34e (pen.)                                             | 44391                | 83     |
| 84  | 2013-2014 | 2 mars 2014       | Ligue 1 (27e journée)                  | Parc des Princes       | PSG 2 - 0 OM                | Maxwell 50e · Cavani 79e                                            | —                                                              | 45483                | 84     |
| 85  | 2014-2015 | 9 novembre 2014   | Ligue 1 (13e journée)                  | Parc des Princes       | PSG 2 - 0 OM                | Lucas 38e · Cavani 85e                                              | —                                                              | 45961                | 85     |
| 86  | 2014-2015 | 5 avril 2015      | Ligue 1 (31e journée)                  | Stade Vélodrome        | OM 2 - 3 PSG                | Matuidi 35e · Marquinhos 49e · Morel 51e (csc)                      | Gignac 30e 43e                                                 | 65 145               | 86     |
| 87  | 2015-2016 | 4 octobre 2015    | Ligue 1 (9e journée)                   | Parc des Princes       | PSG 2 - 1 OM                | Ibrahimović 41e (pen.) 44e (pen.)                                   | Batshuayi 30e                                                  | 47 199               | 87     |
| 88  | 2015-2016 | 6 février 2016    | Ligue 1 (25e journée)                  | Stade Vélodrome        | OM 1 - 2 PSG                | Ibrahimović 2e · Di María 71e                                       | Cabella 25e                                                    | 63 235               | 88     |
| 89  | 2015-2016 | 21 mai 2016       | Coupe de France (Finale)               | Stade de France        | PSG 4 - 2 OM                | Matuidi 2e · Ibrahimović 47e (pen.) 82e · Cavani 57e                | Thauvin 12e · Batshuayi 87e                                    | 80 000               | 89     |
| 90  | 2016-2017 | 23 octobre 2016   | Ligue 1 (14e journée)                  | Parc des Princes       | PSG 0 - 0 OM                | —                                                                   | —                                                              | 47 929               | 90     |
| 91  | 2016-2017 | 26 février 2017   | Ligue 1 (27e journée)                  | Stade Vélodrome        | OM 1 - 5 PSG                | Marquinhos 6e · Cavani 16e · Lucas 49e · Draxler 61e · Matuidi 72e  | Fanni 70e                                                      | 65 252               | 91     |
| 92  | 2017-2018 | 22 octobre 2017   | Ligue 1 (10e journée)                  | Stade Vélodrome        | OM 2 - 2 PSG                | Neymar 33e · Cavani 90+3e                                           | Gustavo 16e · Thauvin 79e                                      | 60 410               | 92     |
| 93  | 2017-2018 | 25 février 2018   | Ligue 1 (27e journée)                  | Parc des Princes       | PSG 3 - 0 OM                | Mbappé 10e · Rolando 28e (csc) · Cavani 55e                         | —                                                              | 47 490               | 93     |
| 94  | 2017-2018 | 28 février 2018   | Coupe de France (1/4 de finale)        | Parc des Princes       | PSG 3 - 0 OM                | Di Maria 45+1e 48e · Cavani 81e                                     | —                                                              | 45 000               | 94     |
| 95  | 2018-2019 | 28 octobre 2018   | Ligue 1 (11e journée)                  | Stade Vélodrome        | OM 0 - 2 PSG                | Mbappé 65e · Draxler 90+5e                                          | —                                                              | 64 696               | 95     |
| 96  | 2018-2019 | 17 mars 2019      | Ligue 1 (29e journée)                  | Parc des Princes       | PSG 3 - 1 OM                | Mbappé 45e · Di Maria 55e · Di Maria 66e                            | Germain 46e ·                                                  | 47 490               | 96     |
| 97  | 2019-2020 | 27 octobre 2019   | Ligue 1 (11e journée)                  | Parc des Princes       | PSG 4 - 0 OM                | Icardi 10e 26e · Mbappé 32e 44e                                     | —                                                              | 47 926               | 97 96  |
| 98  | 2020-2021 | 13 septembre 2020 | Ligue 1 (3e journée)                   | Parc des Princes       | PSG 0 - 1 OM                | —                                                                   | Thauvin 31e                                                    | 5 000 (Covid-19)     | 98     |
| 99  | 2020-2021 | 13 janvier 2021   | Trophée des champions                  | Stade Bollaert-Delelis | PSG 2 - 1 OM                | Icardi 39e · Neymar 85e (pen.)                                      | Payet 89e                                                      | Huis clos (Covid-19) | 99     |
| 100 | 2020-2021 | 7 février 2021    | Ligue 1 (24e journée)                  | Stade Vélodrome        | OM 0 - 2 PSG                | Mbappé 9e · Icardi 24e                                              | —                                                              | Huis clos (Covid-19) | 100    |
| 101 | 2021-2022 | 24 octobre 2021   | Ligue 1 (11e journée)                  | Stade Vélodrome        | OM 0 - 0 PSG                | —                                                                   | —                                                              | 63 000               | 101    |
| 102 | 2021-2022 | 17 avril 2022     | Ligue 1 (32e journée)                  | Parc des Princes       | PSG 2 - 1 OM                | Neymar 12e · Mbappé 45+4e (pen.)                                    | Ćaleta-Car 31e                                                 | 47 926               | 102    |
| 103 | 2022-2023 | 16 octobre 2022   | Ligue 1 (11e journée)                  | Parc des Princes       | PSG 1 - 0 OM                | Neymar 45+2e                                                        | —                                                              | 47 926               | 103    |
| 104 | 2022-2023 | 8 février 2023    | Coupe de France (1/8 de finale)        | Stade Vélodrome        | OM 2 - 1 PSG                | Ramos 45+2e                                                         | Sánchez 31e (pen.) · Malinovskyi 57e                           | 65 329               | 104    |
| 105 | 2022-2023 | 26 février 2023   | Ligue 1 (25e journée)                  | Orange Vélodrome       | OM 0 - 3 PSG                | Mbappé 25e, 55e · Messi 29e                                         | —                                                              | 65 894               | 105    |
| 106 | 2023-2024 | 24 septembre 2023 | Ligue 1 (6e journée)                   | Parc des Princes       | PSG 4 - 0 OM                | Hakimi 8e · Kolo Muani 37e · Ramos 47e, 89e                         | —                                                              | 47 926               | 106    |
| 107 | 2023-2024 | 31 mars 2024      | Ligue 1 (27e journée)                  | Stade Vélodrome        | OM 0 - 2 PSG                | Vitinha 53e · Ramos 85e                                             | —                                                              | 66 046               | 107    |
| 108 | 2024-2025 | 27 octobre 2024   | Ligue 1 (9e journée)                   | Stade Vélodrome        | OM 0 - 3 PSG                | Neves 7e · Balerdi 29e (csc) · Barcola 40e                          | —                                                              | 66 115               | 108    |
| 109 | 2024-2025 | 16 mars 2025      | Ligue 1 (26e journée)                  | Parc des Princes       | PSG 3 - 1 OM                | Dembélé 17e · N.Mendes 42e · Lirola 76e (csc)                       | Gouiri 51e                                                     | 47 926               | 109    |
| 110 | 2025-2026 | 21 septembre 2025 | Ligue 1 (5e journée)                   | Stade Vélodrome        | OM - PSG                    |                                                                     |                                                                |                      | [ 110] |
| 111 | 2025-2026 | 8 février 2026    | Ligue 1 (21e journée)                  | Parc des Princes       | PSG - OM                    |                                                                     |                                                                |                      | [ 111] |

## Palmarès
| Compétitions                           | Titres | Titres |
| Compétitions                           | PSG    | OM     |
| -------------------------------------- | ------ | ------ |
| Ligue 1                                | 13     | 9      |
| Coupe de France                        | 16     | 10     |
| Coupe de la Ligue                      | 9      | 3      |
| Trophée des champions                  | 13     | 3      |
| Ligue des champions                    | 1      | 1      |
| Coupe d'Europe des vainqueurs de coupe | 1      | 0      |
| Coupe Intertoto                        | 1      | 1      |
| Supercoupe de l'UEFA                   | 1      | 0      |
| Total                                  | 55     | 27     |

## Matchs notables
- Si vous ne connaissez pas le sujet, laissez ce bandeau (vous pouvez alors contacter les auteurs).
- Si vous supprimez le contenu mis en cause (vous pouvez préalablement contacter les auteurs),

argumentez précisément cette suppression dans la page de discussion
(un manque de référence n'est pas un argument ; une recherche réelle de référence doit avoir été effectuée, être formellement documentée).
Certains matchs entre les deux clubs, en raison de l'enjeu sportif, du résultat, ou des circonstances de leur déroulement, ont marqué les supporters des deux clubs et les fans de football français en général.

### Les premières rencontres
- 12 décembre 1971 - Olympique de Marseille (4-2) Paris Saint-Germain : Premier OM-PSG officiel de l'histoire, qui n'illustre pas de grande rivalité, mais est notamment marqué par un doublé du yougoslave Josip Skoblar. Le match a lieu pendant la 18e journée de la saison 1971-1972[26],[4].
- 9 mai 1975 - Olympique de Marseille (2-2) Paris Saint-Germain : quart de finale aller de la Coupe de France 1974-1975. Incidents importants en fin de match. Le public du Vélodrome tente de prendre d'assaut le vestiaire du PSG puis attaque le car des joueurs (vitres brisées)[27]. Les joueurs du PSG sont évacués sous escorte de CRS[28]. Cet événement fait dire à Michel Kollar, historien du PSG, que « contrairement à ce que certaines personnes peuvent penser, tout n’a donc pas débuté avec l’ère Canal. 1974 [sic], c’est le premier vrai fait d’armes entre les deux équipes »[29]
- 13 mai 1975 - Paris Saint-Germain (2-0) Olympique de Marseille : quart de finale retour de la Coupe de France 1974-1975. À la suite des incidents du match aller, le public du Parc des Princes soutient pour la première fois massivement le PSG. Avant même le coup d'envoi, des « Paris, Paris » sont scandés par le public du Parc[30]. Premier match à guichets fermés pour le PSG au Parc[31].
- 8 janvier 1978 - Paris Saint-Germain (5-1) Olympique de Marseille : La rivalité n'existe pas encore mais le PSG bat l'OM alors premier du championnat. Emmenés par Carlos Bianchi et Mustapha Dahleb, les hommes de Jean-Michel Larqué iront dédier ce match à leur président Daniel Hechter, démis de ses fonctions pour une affaire de double billetterie[32].
- 28 novembre 1986 - Olympique de Marseille (4-0) Paris Saint-Germain : Décrit comme une « gifle », c'est le meilleur résultat des Marseillais au Vélodrome contre le Paris Saint-Germain. Ce dernier, est pourtant champion en titre avec Gérard Houllier comme coach, mais il tombe de bien haut face à un Marseille de retour au premier plan qui termine la saison 2e du championnat. Le dernier but est marqué par un jeune international qui marquera le football français : Jean-Pierre Papin[4].

### Le début d'une rivalité
- 8 novembre 1987 - Paris Saint-Germain (1-1) Olympique de Marseille : Tifo "OM = SIDA" à Boulogne déjà mis en place pour le PSG-Lille de septembre 1987[33]. Début de la rivalité entre les groupes d'Ultras parisiens et marseillais[34].
- 5 mai 1989 - Olympique de Marseille (1-0) Paris Saint-Germain : D'après l'Express la rivalité musclée entre les deux clubs a véritablement débuté avec ce match où ils jouent le titre de champion[4],[34]. Une victoire suffirait à l'une des deux équipes pour s'offrir le titre alors qu'il reste 3 journées à jouer. Le match est disputé, le PSG, emmené par son stratège Safet Sušić se procure une énorme occasion par Amara Simba mais ce sont finalement les Olympiens qui s'imposent grâce à une frappe lointaine du spécialiste Franck Sauzée dans les arrêts de jeu. Cette victoire permet à l'OM de prendre un avantage qu'ils ne lâchent plus[35]. Ce match est aussi marqué par les attaques entre les présidents des deux clubs.
- 21 avril 1990 - Paris Saint-Germain (2-1) Olympique de Marseille : Au cours du match, le club de supporters des South Winners décident de retourner leurs bombers pour marquer leur opposition aux néonazis alors installés dans le kop de Boulogne. À compter de ce jour, ils adoptent la couleur orange[36].
- 18 décembre 1992 - Paris Saint-Germain (0-1) Olympique de Marseille : les deux clubs sont au sommet de leur art. Artur Jorge, l'entraineur parisien, tente un coup de poker et promet l'enfer aux Marseillais (« On va leur marcher dessus »)[37]. Bernard Tapie se sert de ses déclarations afin de motiver ses joueurs en affichant l'article dans les vestiaires des Phocéens. Le match est âpre, même décrit comme « une boucherie », et plus de cinquante fautes seront sifflées[4]. L'OM tire son épingle du jeu et l'emporte 1-0 sur un but d'Alen Bokšić[32].
- 29 mai 1993 - Olympique de Marseille (3-1) Paris Saint-Germain : vainqueurs trois jours plus tôt de la Ligue des Champions face au Milan AC, l'OM est sur un nuage avant ce match qui va une nouvelle fois décider du nom du Champion de France. Le PSG joue sans complexe et ouvre le score par Vincent Guérin. Les Marseillais, ayant très peu dormi depuis leur sacre à Munich, se réveillent et s'imposent 3-1 avec notamment un but exceptionnel de Basile Boli, l'un des plus beaux de l'histoire des classiques. Des supporters parisiens en colère tireront des fusées de détresse en direction de la tribune Ganay pour manifester leur colère. Plusieurs personnes furent blessées. L'OM remportera le titre mais il lui sera finalement retiré après l'affaire VA-OM. Malgré plusieurs demandes, le titre 1993 ne sera jamais attribué ni à l'OM (déchu), ni au PSG (deuxième)[38],[4].

### Une rivalité exacerbée
- 8 novembre 1997 - Paris Saint-Germain (1-2) Olympique de Marseille : Les deux clubs affichent de grosses ambitions pour cette saison et s'appuient sur deux grosses équipes. Jérôme Leroy répond à Xavier Gravelaine en première mi-temps. En seconde, Fabrizio Ravanelli s'effondre dans la surface de réparation et obtient un penalty, alors que le présumé fautif, Éric Rabésandratana, clame son innocence. Laurent Blanc transforme la sentence et l'OM remporte la victoire[39] mais la polémique et l'animosité revient entre les deux clubs, à nouveau en D1[4],[37].
- 4 mai 1999 - Paris Saint-Germain (2-1) Olympique de Marseille : L'OM joue le titre avec Bordeaux alors que le PSG, pas totalement assuré du maintien, termine une saison éprouvante qui lui aura coûté trois entraineurs et deux présidents. Une bagarre entre pensionnaires du Virage Auteuil et supporters marseillais éclate sur le terrain quelques heures avant le match. Les Olympiens commencent très fort et ouvrent le score par l'ancien Parisien Florian Maurice sur une erreur de Bruno Carotti. Bordeaux mené dans le même-temps à Lens, l'OM se dirige tout droit vers le titre de Champion… sauf que Marco Simone égalise d'une frappe limpide des 20 mètres et fait exploser le Parc à l'aube des arrêts de jeu. Bruno Rodriguez, deux minutes après, offrira une victoire de prestige aux supporters après une longue saison. Bordeaux gagne 4-2 à Lens, se retrouve en tête et terminera champion[4]. Des incidents éclateront dans les rues du XVIe arrondissement et les supporters marseillais saccageront les bus de la RATP qui leur furent affrétés. L'OM paiera une amende de 5 millions de francs[32],[40].
- 15 février 2000 - Olympique de Marseille (4-1) Paris Saint-Germain : Alors que le PSG vise une place en Ligue des champions, l'OM essaye de sauver sa peau en première division, ce qui rend la rencontre électrique[41]. Le Brésilien Christian ouvre très vite le score pour le PSG. Le tournant du match arrive rapidement après l'exclusion des deux Leroy (Jérôme de l'OM et Laurent du PSG). Survoltés par l'ambiance, les Marseillais égalisent par Sébastien Pérez puis surclassent leurs adversaires en inscrivant trois buts en seconde période pour s'imposer finalement 4-1. L'OM se sauvera finalement au terme du championnat, grâce à une différence de buts de +2 aux dépens de Nancy[42].
- 26 octobre 2002 - Paris Saint-Germain (3-0) Olympique de Marseille : Le match se déroule en début de saison et l'importance sportive est moindre. Le PSG commence très bien le championnat tandis que l'OM se cherche après plusieurs saisons dans le ventre mou. Emmené par un grand Ronaldinho[37], le PSG mène rapidement, maîtrise son sujet tout au long du match et finira par s'imposer 3-0. Le PSG prendra seul la tête du Championnat à l'issue de ce classique[4].
- 9 mars 2003 - Olympique de Marseille (0-3) Paris Saint-Germain : Six mois après, la situation a bien changé, l'OM joue le titre et le PSG – pourtant prometteur – évolue dans le ventre mou en misant tout sur la Coupe de France. Cependant Ronaldinho sort une performance dont il a le secret avec un but, bien aidé par le doublé de Jérôme Leroy et le PSG s'impose 3-0 au Vélodrome, une première depuis 15 ans[4].
- 25 avril 2004 - Paris Saint-Germain (2-1) Olympique de Marseille : le Parc voit la venue de l'OM dans un match largement dominé par les Parisiens qui ouvrent le score sur un lob astucieux et précis de Pauleta sur Barthez qui était sorti aux abords de l'attaquant. C'est le Portugais qui double la mise en seconde période et le but en toute fin de match de Batlles ne change rien, Paris gagne encore. Cette rencontre est surtout marquée par la performance de Pauleta[43].
- 7 novembre 2004 - Paris Saint-Germain (2-1) Olympique de Marseille : le PSG reçoit l'OM. Armand est rapidement expulsé après une faute grave sur Fiorèse (récemment passé du PSG à l'OM, hué par le public parisien) et les Olympiens jouent presque tout le match en supériorité numérique. C'est quand même Pauleta qui ouvre le score au milieu d'une défense passive. Batlles égalise juste avant le repos mais Cissé, d'une énorme frappe dans la lucarne donne la victoire aux Parisiens[44],[37].
- 10 novembre 2004 - Olympique de Marseille (2-3) Paris Saint-Germain : Trois jours après le match de Championnat, le PSG se déplace au Vélodrome pour le compte des 1/16e de finale de la Coupe de la Ligue. Vahid Halilhodžić, alors entraineur parisien, aligne une équipe largement remaniée et l'OM mène rapidement 2-0 grâce à Benoît Pedretti et Habib Bamogo. Les Parisiens réduisent l'écart juste avant la mi-temps puis égalisent par Branko Bošković et finiront par s'imposer 3-2 dans les arrêts de jeu grâce à Bernard Mendy après une grosse erreur défensive de Bixente Lizarazu[45]. C'est la huitième victoire consécutive du PSG face à l'OM[46].
- 5 mars 2006 - Paris Saint-Germain (0-0) Olympique de Marseille : les tensions entre les supporters sont de plus en plus fortes avant ce match, le président marseillais Pape Diouf décidant d'envoyer une équipe très majoritairement composée de joueurs de CFA au Parc en signe de protestation contre les mesures de sécurité mises en place au Parc des Princes et le non-respect de quota de places. Les « minots »[37] tiennent le choc face à une pâle équipe parisienne, en perdition dans ce Championnat, et repartent avec le point du nul[32], ce qui est vécu comme un gros affront par les parisiens[4].
- 29 avril 2006 - Olympique de Marseille (1-2) Paris Saint-Germain : Les deux clubs s'affrontent pour la première fois en finale de la Coupe de France et l'OM vise son premier trophée depuis 1993. Le PSG a lâché prise en Championnat alors que l'OM est en lice pour une place en Coupe d'Europe. Le PSG ouvre le score très tôt par Bonaventure Kalou puis double la mise sur une frappe lointaine de Vikash Dhorasoo peu après la pause. L'OM réduit la marque par Toifilou Maoulida en fin de match mais le PSG garde son avance et remporte sa septième Coupe de France[47], ce qui peut se voir comme une revanche de la précédente rencontre[4].
- 10 septembre 2006 - Paris Saint-Germain (1-3) Olympique de Marseille : Le PSG connait un début de Championnat laborieux et ne gagne qu'un match au cours du mois d'août. De son côté, l'OM affiche une équipe très offensive avec notamment Franck Ribéry, Samir Nasri et Mamadou Niang. Déjà lors du match précédent à Sochaux, le PSG avait été la première victime du nettoyage des surfaces visant à sanctionner systématiquement les tirages de maillot sur coups de pied arrêtés et avait concédé deux penalties (1 repoussé par Landreau et 1 transformé par Karim Ziani pour une défaite 3-2). Cette fois-ci, le PSG va encore concéder deux penalties mais en bénéficiera également d'un. Mamadou Niang ouvre donc la marque mais Pedro Pauleta égalise; 1-1 à la pause. L'OM hausse le ton en seconde période et s'envolera grâce à Nasri puis Pagis, avec une performance « extraordinaire » de Ribery[48],[49].
- 26 octobre 2008 - Olympique de Marseille (2-4) Paris Saint-Germain : en reconstruction après deux saisons éprouvantes de lutte pour le maintien, le PSG se déplace au Vélodrome pour défier un Olympique de Marseille invaincu en championnat depuis le début de la saison et qui prendrait la tête en cas de succès[50]. Le PSG ouvre le score tôt dans le match grâce à son buteur Guillaume Hoarau mais l'OM réagit et mène 2-1 à la mi-temps. Les Parisiens reviennent avec de meilleures intentions et vont effectuer une grosse deuxième mi-temps en inscrivant trois buts et s'imposeront 4-2 grâce à Peguy Luyindula, Jérôme Rothen et encore Guillaume Hoarau. Ce match de référence lancera enfin la saison du PSG[51].
- 15 mars 2009 - Paris Saint-Germain (1-3) Olympique de Marseille : à la suite de la défaite surprise du leader lyonnais, le match a une saveur particulière[44], si Paris l'emporte il mettra l'OM à 6 points et prendra la première place du classement à l'issue de la 28e journée de Ligue 1. De même si Marseille l'emporte à Paris, l'OM passera devant son hôte du soir et sera à un point de l'OL. Marseille ouvre le score par Boudewijn Zenden à la 24e minute. Paris répliquera à 2 minutes de la pause par un déboulé de Ludovic Giuly qui trompe le gardien olympien d'un plat du pied. Le match reprend sur le même rythme que la première période. L'événement marquant de cette période sera l'expulsion de Zoumana Camara à la suite d'une faute sur Zenden, annihilant une occasion réelle de but. La sanction sera double pour le club parisien, Zenden frappant le coup franc dans les bras de Mickaël Landreau qui involontairement repousse le ballon sur le genou de Bakari Koné. Enfin à la 58e un ancien pensionnaire de la porte d'Auteuil, Lorik Cana se rappellera aux bons souvenirs de son club formateur en inscrivant le 3e et dernier but pour les Marseillais[52].
- 28 février 2010 - Paris Saint-Germain (0-3) Olympique de Marseille : le match tourne à la déroute pour l'équipe parisienne, battue 0-3[32]. C'est le plus large succès de l'histoire marseillaise au Parc des Princes[44]. Avant le match, un membre du Kop of Boulogne se retrouve dans un état grave après une bagarre entre supporters parisiens qui a viré au lynchage ; il décédera 15 jours après. Cet exploit marseillais (dans une saison où ils remportent le titre, 18 ans après le précédent) est donc entaché par la violence en dehors du stade qui entraînera notamment la dissolution de certaines associations de supporters parisiens, changeant complètement le visage du Parc[4].

### La domination parisienne
- 5 avril 2015 - Olympique de Marseille (2-3) Paris Saint-Germain : le PSG est leader, l'OM est troisième à deux points alors qu'on joue la 31e journée ; le vainqueur prendrait un avantage sur le titre. De plus, c'est le premier classico dans le nouveau Vélodrome, le record d'affluence tombe d'ailleurs ce jour-là avec 65 148 spectateurs[53] qui déploient un tifo immense[54]. Paris s'impose 2-3 après avoir été mené deux fois au score grâce à des buts d'André Pierre Gignac.
- 21 mai 2016 - Olympique de Marseille (2-4) Paris Saint-Germain : Deuxième finale de Coupe de France opposant les deux clubs, et deuxième succès parisien. Avec ce trophée, le PSG rejoint l'OM en tête du palmarès de la Coupe de France, avec dix titres chacun. C'est également le dixième succès consécutif du PSG face à son meilleur ennemi, toutes compétitions confondues. C'est enfin le dernier match de Zlatan Ibrahimovic sous les couleurs parisiennes (2 buts)[55].
- 26 février 2017 - Olympique de Marseille (1-5) Paris Saint-Germain : Un match de plusieurs records : record d'affluence pour le stade Vélodrome avec 65 252 spectateurs et record de la plus large victoire à l'extérieur lors d'un Classique. D'autre part, la dernière défaite de l'OM à domicile par plus de trois buts d'écart en D1/L1, tous adversaires confondus remontait au 23 août 1953[56]. Mais si ce match montre une rivalité toujours forte – bien que moins violente – entre les supporteurs, il illustre aussi la rivalité décroissante entre les joueurs, le PSG évoluant désormais à un autre niveau que son rival[14].
- 27 octobre 2019 - Paris Saint-Germain (4-0) Olympique de Marseille : Les Marseillais encaissent une lourde défaite lors de se déplacement à la capitale, totalement dépassés notamment lors de la première période où les phocéens encaissent 4 buts, ce qui relève du jamais vu dans l'histoire de la confrontation des deux rivaux car c'est la première fois que les Parisiens inscrivent 3 buts en seule mi-temps toutes compétitions confondues. Durant cette rencontre Kylian Mbappé à la suite de son doublé, devient le premier joueur à marquer dans 4 Classiques consécutifs[57].
- 13 septembre 2020 - Paris Saint-Germain (0-1) Olympique de Marseille : Les Marseillais réussissent un énorme coup en s'imposant 0-1 au Parc des Princes à la suite d'un but de Florian Thauvin. Après 8 ans et 10 mois sans succès face à son rival parisien, Marseille met ainsi fin à une série de 20 matchs sans victoire[58]. Cette confrontation est aussi rentrée dans l'histoire du football français car à la suite de tensions et de chambrages d'avant match, la rencontre se déroule dans une atmosphère pesante mais aussi violente. Jérôme Brisard arbitre lors de ce Classique distribue 17 cartons (12 jaunes et 5 rouges) ce qui établit le record en Ligue 1 du nombre de cartons lors d'un match[59]. Le match fait également parler de lui d'une toute autre manière à l'international car des accusations de propos racistes qu'auraient tenus Álvaro envers Neymar enflamment les réseaux sociaux et les médias pendant de plusieurs semaines. De nombreux experts en lecture labiale sont réquisitionnés afin d'éclaircir cette affaire, malgré plusieurs images analysées aucune d'entre elles peut clairement prouver des propos discriminatoires de la part des deux camps[60].
- 7 février 2021 - Olympique de Marseille (0-2) Paris Saint-Germain : Les Parisiens remportent le 100e Classique de l'histoire en s'imposant au Stade Vélodrome sur le score de 0-2 grâce à un but de Kylian Mbappé et de Mauro Icardi[61].
- 24 septembre 2023 - Paris Saint-Germain (4-0) Olympique de Marseille : Nouveau récital des Parisiens contre l'OM. Malgré la sortie de Kylian Mbappé touché à la cheville (32ème), les joueurs de Luis Enrique déroulent. Achraf Hakimi inscrit un magnifique coup franc (8ème). Les recrues Randal Kolo Muani (37ème) et Gonçalo Ramos (47eme et 89eme), inscrivent leurs premiers buts sous leurs nouvelles couleurs[62].

## D'un club à l'autre
Malgré la rivalité entre les deux clubs, de nombreux joueurs ont joué pour les deux équipes au cours de leur carrière. La trahison a d'ailleurs pu se passer de différentes manières : transfert, joueur en fin de contrat, intermède dans un autre club ou échange. Ce dernier est utilisé en 1990 lorsque le grand espoir du football français Jocelyn Angloma alors au PSG, est échangé contre Bernard Pardo, Bruno Germain et Laurent Fournier.
Lors de la saison 1999-2000, avec l’arrivée à son poste d'Ali Benarbia, Jérôme Leroy est remplaçant et, à la trêve, il part rejoindre l'Olympique de Marseille en échange de Kaba Diawara.
En 2004, Frédéric Déhu, alors capitaine du PSG, décide de venir à l'OM, exempt de toute coupe d'Europe, pour des raisons financières. Il quitte le PSG, vice-champion de France et qualifié pour la Ligue des champions,
En 2006 et 2009, alors qu'ils ont déclaré ne jamais y jouer, Modeste M'Bami et Gabriel Heinze rejoignent le club marseillais. En 2005, Lorik Cana passe également du côté de la cité phocéenne alors qu'il est sous contrat avec le club de la capitale, tout comme Fabrice Fiorèse.
Dans l'autre sens, André Luiz passe de l'OM au PSG, mais il est en prêt à Marseille.

### Joueur du PSG, puis de l'OM
Au jour du 15 août 2025.
| Joueur            | Poste     | PSG       | PSG    | PSG  | OM        | OM     | OM   |
| Joueur            | Poste     | Période   | Matchs | Buts | Période   | Matchs | Buts |
| ----------------- | --------- | --------- | ------ | ---- | --------- | ------ | ---- |
| Sarr Boubacar     | Milieu    | 1979-1983 | 98     | 30   | 1983-1985 | 33     | 22   |
| Jérôme Lorant     | Défenseur | 1978-1979 |        |      | 1985-1986 | 8      | 0    |
| François Brisson  | Attaquant | 1975-1981 | 87     | 7    | 1986-1987 | 34     | 2    |
| Claude Lowitz     | Défenseur | 1985-1987 | 28     | 0    | 1987-1988 | 22     | 0    |
| William Ayache    | Défenseur | 1986-1987 | 30     | 0    | 1987-1988 | 28     | 0    |
| Daniel Xuereb     | Attaquant | 1986-1989 | 80     | 20   | 1991-1992 | 22     | 5    |
| Daniel Bravo      | Milieu    | 1989-1996 | 217    | 23   | 1998-1999 | 20     | 1    |
| Jocelyn Angloma   | Défenseur | 1990-1991 | 36     | 6    | 1991-1994 | 86     | 3    |
| Patrick Colleter  | Défenseur | 1991-1996 | 157    | 1    | 1997-1999 | 41     | 0    |
| Bruno Germain     | Milieu    | 1991-1993 | 43     | 3    | 1994-1995 | 37     | 3    |
| Fabrice Moreau    | Milieu    | 1984-1989 | 3      | 0    | 1995-1996 | 15     | 2    |
| François Lemasson | Gardien   | 1981-1984 | 0      | 0    | 1997-1999 | 8      | 0    |
| Djamel Belmadi    | Milieu    | 1992-1996 | 1      | 0    | 1999-2003 | 63     | 9    |
| Jérôme Leroy      | Milieu    | 1992-1999 | 74     | 2    | 2000-2002 | 47     | 7    |
| George Weah       | Attaquant | 1992-1995 | 96     | 32   | 2000-2001 | 19     | 5    |
| Xavier Gravelaine | Milieu    | 1993-1995 | 26     | 3    | 1996-1998 | 52     | 25   |
| Pascal Nouma      | Attaquant | 1994-1996 | 51     | 10   | 2001-2002 | 11     | 1    |
| Bruno Ngotty      | Défenseur | 1995-1998 | 80     | 7    | 2000-2002 | 32     | 0    |
| Édouard Cissé     | Milieu    | 1997-2007 | 186    | 8    | 2009-2011 | 77     | 1    |
| Florian Maurice   | Attaquant | 1997-1998 | 29     | 7    | 1998-2001 | 62     | 23   |
| Cyrille Pouget    | Attaquant | 1997-1998 | 14     | 2    | 1999-2001 | 23     | 5    |
| Fabrice Abriel    | Milieu    | 1999-2001 | 2      | 0    | 2009-2011 | 76     | 2    |
| Lorik Cana        | Milieu    | 2000-2005 | 71     | 2    | 2005-2009 | 122    | 6    |
| Frédéric Déhu     | Milieu    | 2000-2004 | 119    | 6    | 2004-2006 | 57     | 1    |
| Fabrice Fiorèse   | Attaquant | 2001-2004 | 102    | 13   | 2004-2005 | 21     | 3    |
| Gabriel Heinze    | Défenseur | 2001-2004 | 99     | 4    | 2009-2011 | 77     | 10   |
| Modeste M'Bami    | Milieu    | 2003-2006 | 83     | 1    | 2006-2009 | 77     | 1    |
| Adrien Rabiot     | Milieu    | 2012-2019 | 227    | 24   | 2024-0000 | 32     | 10   |
| Timothy Weah      | Attaquant | 2018-2019 | 6      | 2    | 2025-0000 | 1      | 0    |

### Joueur de l'OM, puis du PSG
| Joueur                  | Poste     | OM                  | OM     | OM   | PSG                 | PSG    | PSG  |
| Joueur                  | Poste     | Période             | Matchs | Buts | Période             | Matchs | Buts |
| ----------------------- | --------- | ------------------- | ------ | ---- | ------------------- | ------ | ---- |
| Jean-Louis Leonetti     | Milieu    | 1956-1960           | 78     | 7    | 1971-1972 1973-1975 | 37 44  | 3 0  |
| Jean-Pierre Dogliani    | Attaquant | 1961-1964           | 62     | 17   | 1973-1976           | 90     | 23   |
| Jean-Pierre Destrumelle | Défenseur | 1966-1970           | 132    | 2    | 1970-1972           | 34     | 1    |
| Jean Djorkaeff          | Milieu    | 1966-1970           | 133    | 12   | 1970-1972           | 64     | 7    |
| Jacky Novi              | Défenseur | 1967-1973           | 237    | 14   | 1974-1977           | 122    | 2    |
| Ilija Pantelić          | Gardien   | 1971                | 2      | 0    | 1974-1977           | 114    | 0    |
| Jean-Pierre Tokoto      | Attaquant | 1968-1972           | 12     | 2    | 1975-1977           | 50     | 12   |
| Sarr Boubacar           | Milieu    | 1975-1979           | 105    | 36   | 1979-1983           | 98     | 30   |
| Michel N'Gom            | Attaquant | 1977-1978 1979-1981 | 11 55  | 1 25 | 1981-1984           | 72     | 22   |
| Marcel De Falco         | Milieu    | 1979-1983           | 133    | 12   | 1983-1984           | 4      | 1    |
| Thierry Laurey          | Milieu    | 1986-1987           | 31     | 2    | 1990                | 8      | 0    |
| Benoît Cauet            | Milieu    | 1987-1990           | 26     | 1    | 1996-1997           | 35     | 4    |
| Yvon Le Roux            | Milieu    | 1987-1989           | 63     | 4    | 1989-1990           | 13     | 1    |
| Bruno Germain           | Milieu    | 1988-1991           | 80     | 9    | 1991-1993           | 43     | 3    |
| Alain Roche             | Défenseur | 1989-1990           | 25     | 0    | 1992-1998           | 151    | 15   |
| Laurent Fournier        | Milieu    | 1990-1991           | 17     | 2    | 1991-1998           | 195    | 11   |
| Bernard Pardo           | Milieu    | 1990-1991           | 26     | 1    | 1991-1992           | 6      | 0    |
| Jérôme Alonzo           | Gardien   | 1995-1997           | 43     | 0    | 2001-2008           | 71     | 0    |
| Xavier Gravelaine       | Milieu    | 1996-1998           | 52     | 25   | 1999-1999           | 7      | 0    |
| Claude Makélélé         | Milieu    | 1997-1998           | 32     | 2    | 2008-2011           | 118    | 1    |
| Peter Luccin            | Milieu    | 1998-2000           | 51     | 2    | 2000-2001           | 26     | 2    |
| Stéphane Dalmat         | Milieu    | 1999-2000           | 29     | 1    | 2000                | 19     | 1    |
| Kaba Diawara            | Attaquant | 1999                | 15     | 0    | 1999-2003           | 14     | 0    |
| Zoumana Camara          | Défenseur | 2000-2002           | 42     | 1    | 2007-2015           | 200    | 6    |
| Jérôme Leroy            | Milieu    | 2000-2002           | 47     | 7    | 2002-2003           | 49     | 8    |
| André Luiz              | Milieu    | 2001-2002           | 22     | 2    | 2002-2003           | 17     | 1    |
| Peguy Luyindula         | Attaquant | 2004-2005           | 35     | 10   | 2007-2012           | 181    | 37   |
| Hatem Ben Arfa          | Milieu    | 2008-2011           | 91     | 15   | 2016-2018           | 32     | 4    |
| Lassana Diarra          | Milieu    | 2015-2017           | 45     | 1    | 2018-2019           | 19     | 0    |

### Divers

#### Joueur d'un club à l'autre, puis retour dans le premier
| Joueur            | Poste     | OM        | OM     | OM   | PSG       | PSG    | PSG  | OM        | OM     | OM   | PSG       | PSG    | PSG  |
| Joueur            | Poste     | Période   | Matchs | Buts | Période   | Matchs | Buts | Période   | Matchs | Buts | Période   | Matchs | Buts |
| ----------------- | --------- | --------- | ------ | ---- | --------- | ------ | ---- | --------- | ------ | ---- | --------- | ------ | ---- |
| Sarr Boubacar     | Attaquant | 1975-1979 | 105    | 36   | 1979-1983 | 98     | 27   | 1983-1985 | 33     | 22   |           |        |      |
| Bruno Germain     | Milieu    | 1988-1991 | 94     | 9    | 1991-1993 | 46     | 3    | 1994-1995 | 41     | 3    |           |        |      |
| Xavier Gravelaine | Attaquant |           |        |      | 1993-1995 | 26     | 3    | 1996-1998 | 52     | 25   | 1999-1999 | 7      | 0    |
| Jérôme Leroy      | Milieu    |           |        |      | 1996-1999 | 103    | 4    | 1999-2002 | 58     | 8    | 2002-2004 | 64     | 8    |

#### Joueur d'un club à l'autre directement
| Joueur                  | Poste     | Ordre       | Année | OM        | OM     | OM   | PSG       | PSG    | PSG  | OM        | OM     | OM   |
| Joueur                  | Poste     | Ordre       | Année | Période   | Matchs | Buts | Période   | Matchs | Buts | Période   | Matchs | Buts |
| ----------------------- | --------- | ----------- | ----- | --------- | ------ | ---- | --------- | ------ | ---- | --------- | ------ | ---- |
| Jean-Pierre Destrumelle | Milieu    | OM puis PSG | 1970  | 1966-1970 | 132    | 2    | 1970-1972 | 34     | 1    |           |        |      |
| Jean Djorkaeff          | Défenseur | OM puis PSG | 1970  | 1966-1970 | 133    | 12   | 1970-1972 | 64     | 7    |           |        |      |
| Sarr Boubacar           | Milieu    | OM puis PSG | 1979  | 1975-1979 | 105    | 36   | 1979-1983 | 98     | 30   |           |        |      |
| Michel N'Gom            | Attaquant | OM puis PSG | 1981  | 1979-1981 | 55     | 25   | 1981-1984 | 72     | 22   |           |        |      |
| Sarr Boubacar           | Milieu    | PSG puis OM | 1983  |           |        |      | 1979-1983 | 98     | 30   | 1983-1985 | 33     | 22   |
| Marcel De Falco         | Milieu    | OM puis PSG | 1983  | 1979-1983 | 133    | 12   | 1983-1984 | 4      | 1    |           |        |      |
| William Ayache          | Défenseur | PSG puis OM | 1987  |           |        |      | 1986-1987 | 30     | 0    | 1987-1988 | 28     | 0    |
| Claude Lowitz           | Défenseur | PSG puis OM | 1987  |           |        |      | 1985-1987 | 28     | 0    | 1987-1988 | 22     | 0    |
| Yvon Le Roux            | Défenseur | OM puis PSG | 1989  | 1987-1989 | 63     | 4    | 1989-1990 | 13     | 1    |           |        |      |
| Jocelyn Angloma         | Défenseur | PSG puis OM | 1991  |           |        |      | 1990-1991 | 36     | 6    | 1991-1994 | 86     | 3    |
| Laurent Fournier        | Milieu    | OM puis PSG | 1991  | 1990-1991 | 17     | 2    | 1991-1998 | 195    | 11   |           |        |      |
| Bruno Germain           | Milieu    | OM puis PSG | 1991  | 1988-1991 | 115    | 10   | 1991-1993 | 43     | 3    |           |        |      |
| Bernard Pardo           | Milieu    | OM puis PSG | 1991  | 1990-1991 | 26     | 1    | 1991-1992 | 6      | 0    |           |        |      |
| Florian Maurice         | Attaquant | PSG puis OM | 1998  |           |        |      | 1997-1998 | 29     | 7    | 1998-2001 | 62     | 23   |
| Kaba Diawara            | Attaquant | OM puis PSG | 1999  | 1999      | 15     | 0    | 1999-2003 | 14     | 0    |           |        |      |
| Stéphane Dalmat         | Milieu    | OM puis PSG | 2000  | 1999-2000 | 29     | 1    | 2000      | 19     | 1    |           |        |      |
| Jérôme Leroy            | Milieu    | PSG puis OM | 2000  |           |        |      | 1992-2000 | 74     | 2    | 2000-2002 | 47     | 7    |
| Peter Luccin            | Milieu    | OM puis PSG | 2000  | 1998-2000 | 51     | 2    | 2000-2001 | 26     | 2    |           |        |      |
| André Luiz              | Milieu    | OM puis PSG | 2002  | 2001-2002 | 22     | 2    | 2002-2003 | 17     | 1    |           |        |      |
| Jérôme Leroy            | Milieu    | OM puis PSG | 2002  | 2000-2002 | 47     | 7    | 2002-2003 | 49     | 8    |           |        |      |
| Frédéric Déhu           | Défenseur | PSG puis OM | 2004  |           |        |      | 2000-2004 | 119    | 6    | 2004-2006 | 57     | 1    |
| Fabrice Fiorèse         | Attaquant | PSG puis OM | 2004  |           |        |      | 2001-2004 | 102    | 13   | 2004-2005 | 21     | 3    |
| Lorik Cana              | Milieu    | PSG puis OM | 2005  |           |        |      | 2000-2005 | 71     | 2    | 2005-2009 | 122    | 6    |
| Modeste M'Bami          | Milieu    | PSG puis OM | 2006  |           |        |      | 2003-2006 | 83     | 1    | 2006-2009 | 77     | 1    |

### Autres

#### De joueur de Paris, à entraîneur de Marseille
| Personnalité | Poste                  | PSG (joueur) | PSG (joueur) | PSG (joueur) | OM (entraîneur) | OM (entraîneur) | OM (entraîneur) |
| Personnalité | Poste                  | Période      | Matchs       | Buts         | Période         | Matchs          | %V              |
| ------------ | ---------------------- | ------------ | ------------ | ------------ | --------------- | --------------- | --------------- |
| Abel Braga   | Milieu puis entraîneur | 1979-1981    | 46           | 10           | 2000-2001       | 16              | 31 %            |

#### De joueur de Marseille, à entraîneur de Paris
| Personnalité       | Poste                     | OM (joueur)         | OM (joueur) | OM (joueur) | PSG (entraîneur) | PSG (entraîneur) | PSG (entraîneur) |
| Personnalité       | Poste                     | Période             | Matchs      | Buts        | Période          | Matchs           | %V               |
| ------------------ | ------------------------- | ------------------- | ----------- | ----------- | ---------------- | ---------------- | ---------------- |
| Alain Giresse      | Milieu puis entraîneur    | 1986-1988           | 83          | 8           | 1998             | 12               | 33 %             |
| Laurent Fournier   | Milieu puis entraîneur    | 1990-1991           | 28          | 4           | 2005             | 36               | 47,5 %           |
| Laurent Blanc      | Défenseur puis entraîneur | 1997-1999           | 79          | 16          | 2013-2016        | 173              | 72,8 %           |
| Christophe Galtier | Défenseur puis entraîneur | 1985-1987 1995-1997 | 68 52       | 0 0         | 2022-2023        | 49               | 69 %             |

#### D'entraîneur de Paris, à entraîneur de Marseille
| Personnalité  | Poste      | PSG       | PSG    | PSG    | OM                  | OM     | OM        |
| Personnalité  | Poste      | Période   | Matchs | %V     | Période             | Matchs | %V        |
| ------------- | ---------- | --------- | ------ | ------ | ------------------- | ------ | --------- |
| Tomislav Ivić | Entraîneur | 1988-1990 | 86     | 47,5 % | 1991-1992 2001-2002 | 18 15  | 72 % 40 % |

#### D'entraîneur de Marseille, à entraîneur de Paris
| Personnalité       | Poste      | OM        | OM     | OM     | PSG       | PSG    | PSG  |
| Personnalité       | Poste      | Période   | Matchs | %V     | Période   | Matchs | %V   |
| ------------------ | ---------- | --------- | ------ | ------ | --------- | ------ | ---- |
| Lucien Leduc       | Entraîneur | 1970-1972 | 60     | 62,5 % | 1983-1984 | 43     | 47 % |
| Christophe Galtier | Entraîneur | 2000      | 1      | 0 %    | 2022-2023 | 49     | 69 % |

## Traitement médiatique
Le record d'audience télévisée, toutes compétitions confondues, est détenue par la finale de la Coupe de France 2005-2006 qui a rassemblé 10,76 millions de téléspectateurs sur TF1. Le record pour un match de championnat (diffusé sur une chaîne payante) pour cette confrontation est détenu par le match PSG-OM de décembre 1991, vu par 2,91 millions de téléspectateurs sur Canal+.
Depuis les années 2000, des émissions télévisuelles comme Sept à huit, Appels d'urgence, Le Droit de savoir, Envoyé spécial, Enquête exclusive ou Enquête inédite ont réalisé des reportages centrés ou en partie centrés sur la confrontation Olympique de Marseille-Paris SG. La chaîne de télévision Public Sénat a également diffusé le film Hooligans : football, l'état de siège, datant de l'an 2000 et abordant le thème de l'hooliganisme. Ce film est en partie centré sur OM-PSG.

## Incidents
Principaux incidents ayant eu lieu lors de PSG-OM :
- 9 mai 1975 : en match aller de quarts de finale de la Coupe de France, le public du Vélodrome empêche la sortie du stade des joueurs du PSG. Les CRS sont appelés en renfort, mais n'empêchent pas les supporters olympiens d'atteindre le car des joueurs du PSG dont les vitres sont brisées par jets de pierres. Jacques Ferran, rédacteur en chef de France Football, achève son édito par ces mots : « On ne peut pas à la fois aimer le football et l'assassiner »[69]. En raison de ces graves incidents, le difficile public du Parc, plutôt neutre à l'époque, prend fait et cause pour le PSG au match retour.
- 5 mai 1989 : les supporters parisiens sont interdits de déplacement au Vélodrome.
- 29 mai 1993 : depuis leur parcage au stade Vélodrome, les supporters du PSG envoient une douzaine de fusées de détresse dans la tribune Ganay. Les supporters phocéens répliquent en arrachant et lançant des sièges. Le bilan est de 14 blessés dont 2 femmes qui seront blessées par brûlure.
- 11 avril 1995 : 146 personnes sont interpelées et neuf policiers sont hospitalisés à la suite de bagarres lors de la demi-finale de Coupe de France PSG-OM[70] ;
- 13 octobre 2000 : un supporter de l'OM de 18 ans est paralysé à vie après avoir reçu un siège venant de la tribune supérieure du Parc des Princes[70] ;
- 26 octobre 2002 : 61 interpellations ;
- 25 janvier 2003 : 48 interpellations ;
- 9 mars 2003 : 27 blessés, 1 hospitalisé ;
- 29 avril 2006 : 2 blessés lors d'affrontements aux abords du stade de France[70] ;
- 4 février 2007 : le bus des joueurs du Paris SG est caillassé à son arrivée à Marseille peu avant le match OM-PSG. Des bus de supporters parisiens sont également pris pour cible à leur arrivée au stade Vélodrome. 3 blessés dont 1 hospitalisé. 2 interpellations.
- 2 septembre 2007 : 3 blessés légers et 5 interpellations[70].
- 15 mars 2009 : une vingtaine d'interpellations
- 25 octobre 2009 : match reporté au dernier moment pour cause de grippe A chez certains joueurs parisiens. Des groupes de dizaines de supporters parisiens se sont malgré tout déplacés, se retrouvant sans point de chute en attendant leur retour et sans protection policière. De nombreux dégâts furent à dénombrer, une dizaine de blessés dont un supporter parisien renversé par une voiture.
- 28 février 2010 : les supporters marseillais refusent le déplacement. Avant le match, des incidents ont lieu entre les supporters parisiens du virage Auteuil et du Kop de Boulogne : Yann, membre de la tribune Boulogne, y trouve la mort. On dénombre 20 interpellations dans les rangs parisiens.
- 7 novembre 2010 : après les graves incidents survenus lors des dernières saisons, les supporters marseillais ne sont pas autorisés à faire le déplacement au Parc des Princes. De même, la tribune visiteurs sera fermée aux supporters parisiens pour la rencontre OM-PSG du 20 mars 2011.
- 5 avril 2015 : avant la rencontre, des affrontements entre des supporters provençaux et les forces de l'ordre ont eu lieu, du côté du Prado avant que le bus parisien soit caillassé et qu'une balle de golf traverse la vitre du bus jouxtant Zlatan Ibrahimovic[71]. Pendant le match, pas d'incident mais le speaker a dû rappeler à l'ordre les supporters à maintes reprises du fait de très nombreux projectiles visant les joueurs de la capitale et l'utilisation d'engins pyrotechnique.
- 28 février 2018 : autorisés à venir au Parc des Princes pour la première fois depuis 2014, les supporters marseillais arrachent pas moins de 137 sièges de la tribune réservée aux visiteurs et dégradent les toilettes du stade[72]. Certains sièges sont balancés vers la tribune latérale.

## Galerie d'images

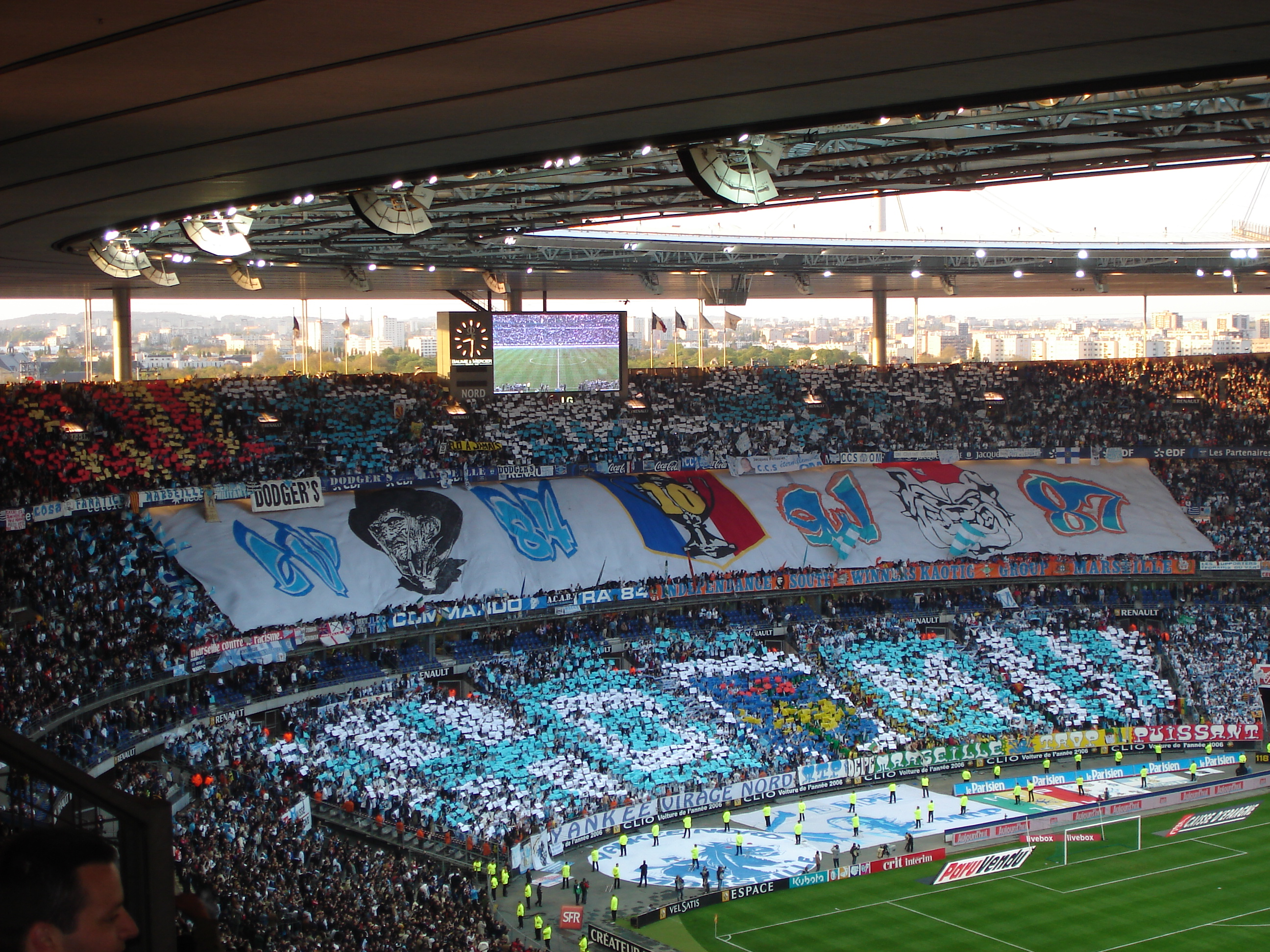
Tifo des supporters de l'OM lors de la finale de la coupe de France en 2006.
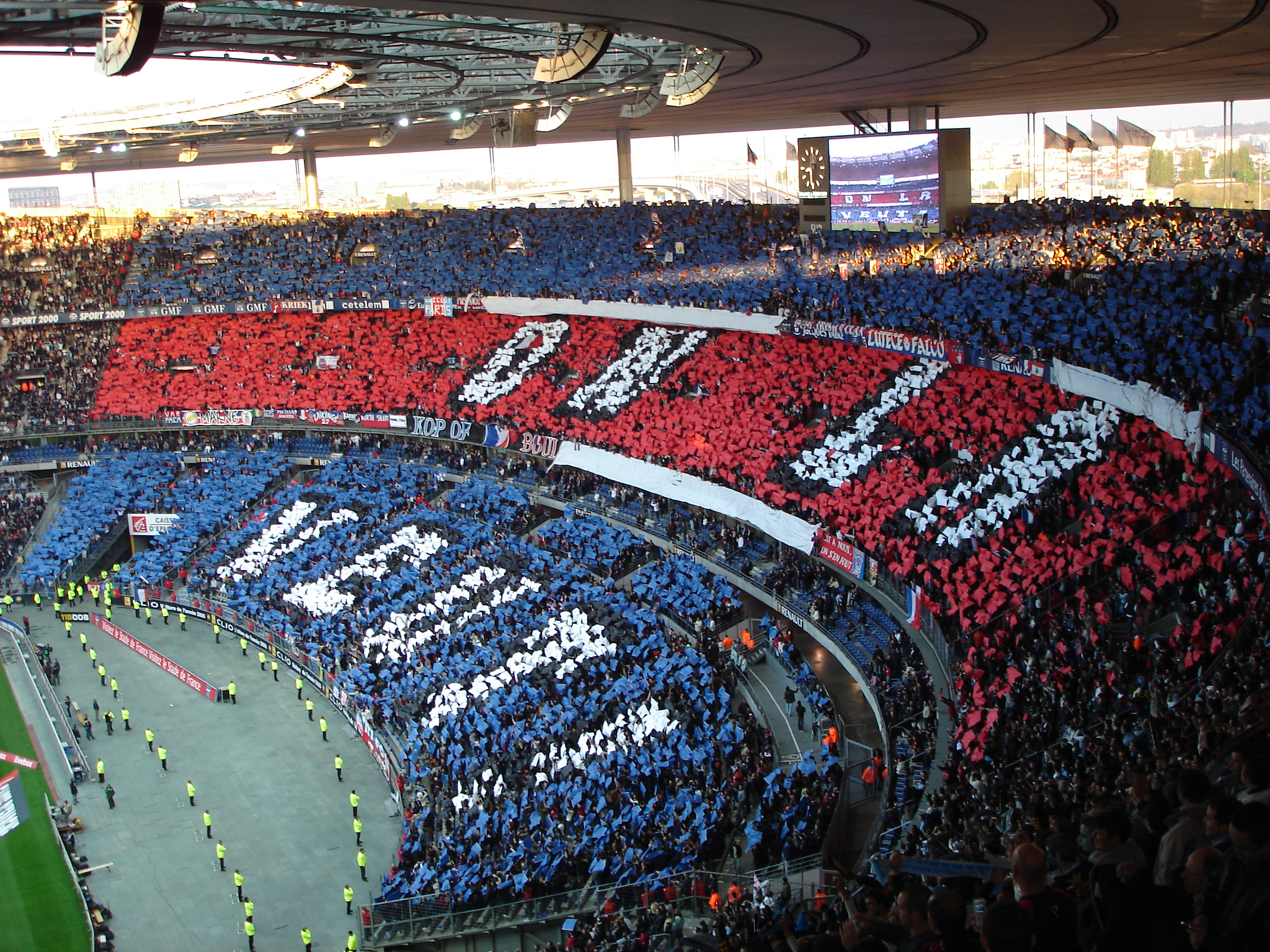
Tifo des supporters du PSG lors de la finale de la coupe de France en 2006.
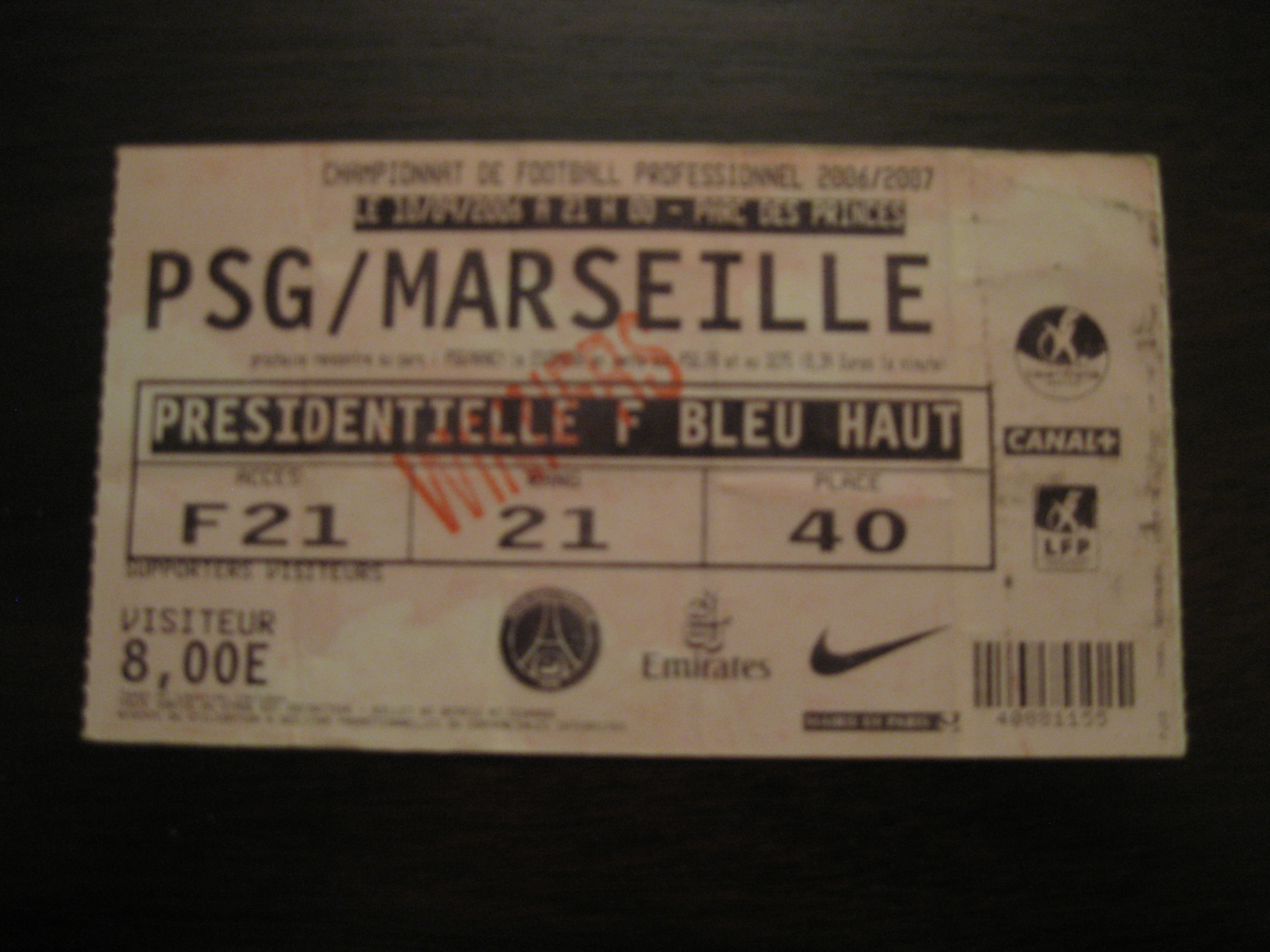
Ticket visiteur PSG-OM (Championnat 2006-2007).
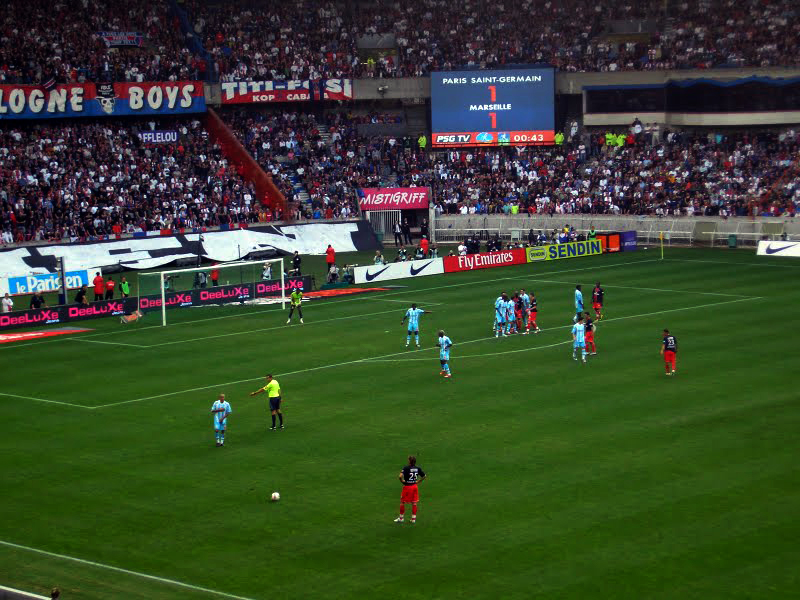
Match PSG-OM (1-1) (Championnat 2007-2008).

### Vidéographie
- Hooligans : football, l'état de siège, film documentaire sur le hooliganisme, centré en partie sur le cas OM-PSG.
- Enquête inédite, PSG/OM - Les coulisses du match choc, reportage réalisé en 2009 et diffusé sur Direct 8. Retranscrit sur PsgMag.net.